# ألعاب ستارغيت
ألعاب ستارغيت هي ألعاب مستندة على سلسلة الخيال العلمي ستارغيت التي تعود جذورها إلى الفيلم ستارغيت سنة 1994 من إخراج رولاند إمريخ.

## الألعاب
- ستارغيت إس جي 1: ذي آلينس: كانت لعبة حاسوب مقتبسة عن عالم ستارغيت إس جي 1, والتي كانت سيتم إصدارها في آخر سنة 2005. لكن إصدار اللعبة تم إلغائه.
- ستارغيت: ريسيسنتس هي لعبة أونلاين, من ألعاب إطلاق النار من منظور اللاعب الثالث. أصدرت في 10 فبراير, 2010.
- ستارغيت ورلدز هي لعبة أونلاين فقط على الإنترنت وما زالت تحت التطوير وتتميز بأنها تتبع قصة المسلسل.
- لعبة مبادلة بطاقات ستارغيت هي لعبة أصدرت في ماي 2007. هي متوفرة في نسخات مطبوعة وعلى الإنترنت. صممت لعبة الإنترنت من قبل سوني أونلاين إنترتينمنت أما النسخات المطبوعة فمن تصميم كوميك إيماج.
- لعبة أدوار ستارغيت التعاقبية (آر بي جي) كانت منتجة من ألديراك إنترتينمنت. تم اعتبارها تابعة للسلسلة من قبل الناشرين وطاقم إم جي إم الذي يصنع ستارغيت.[1] لكن، عندما قامت سوني بشراء إم جي إم، أضاعوا رخصة إنتاج مثل هذه الألعاب.
- لعبتا فيديو مقتبستان من ستارغيت أصدرتهما أكليم إنترتينمنت: لعبة في جهاز نظام سوبر نينتيندو والأخرى في سيغا. أيضا لعبة تتريس وأخرى في نينتيندو جيم بوي.